# سلول‌شناسی بیماری‌های زنان

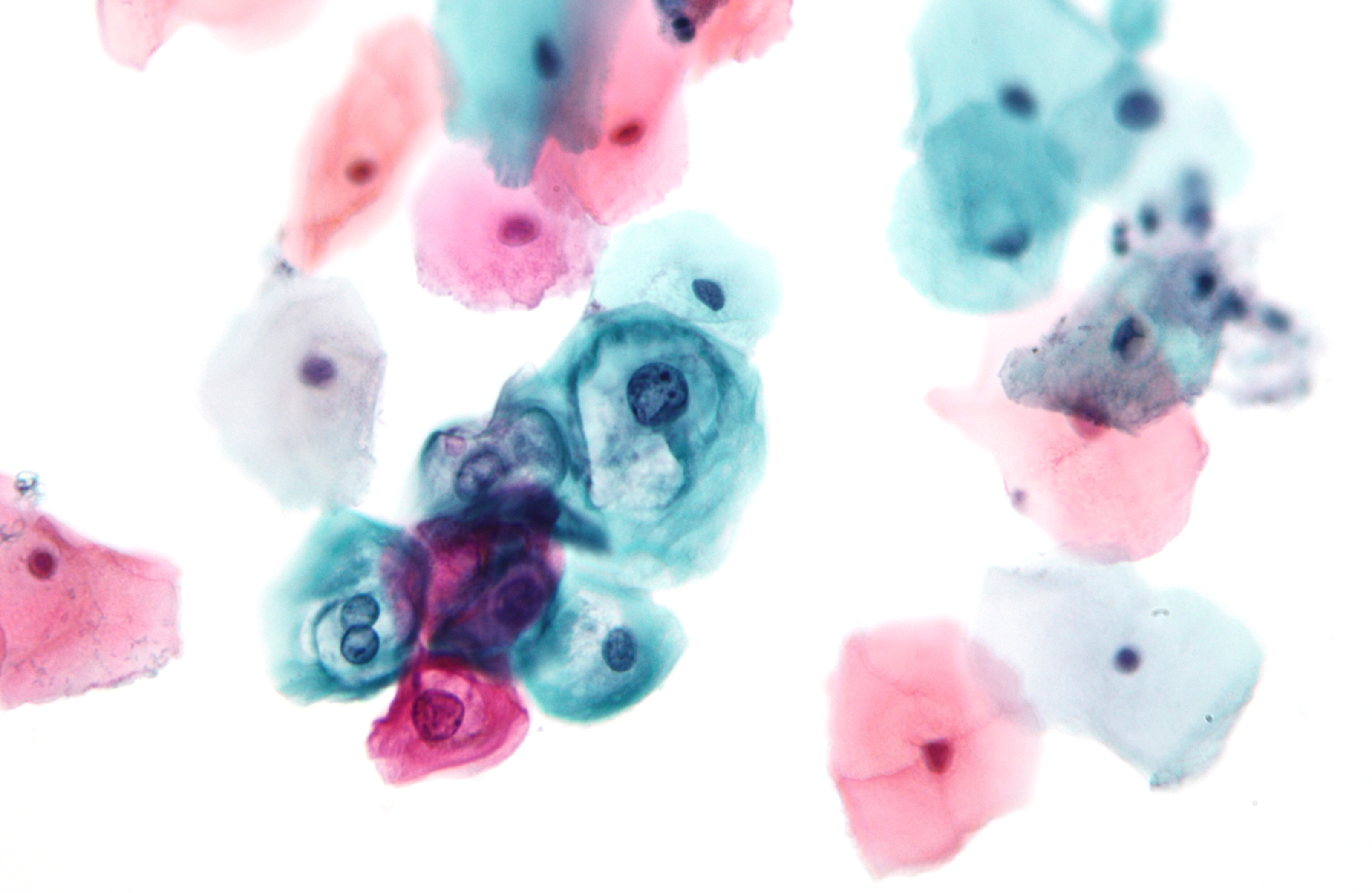
نمونه‌ای از یک آزمایش پاپ اسمیر که یک ضایعه داخل اپیتلیال سنگفرشی درجه پایین (LSIL) را نشان می دهد. (با استفاده از روش رنگ‌آمیزی پاپانیکولائو)

سلول‌شناسی بیماری‌های زنان (انگلیسی: Gynaecologic cytology) یا سلول‌شناسی بیماری‌های زنان و زایمان شاخه‌ای از علم آسیب‌شناسی است که به بررسی اختلالات دستگاه تولیدمثل در زنان می‌پردازد.
رایج‌ترین بررسی در این حوزه از علم پزشکی و آسیب‌شناسی، آزمایش پاپ اسمیر است که برای غربال‌گری ضایعات بالقوه پیش سرطانی دهانه رحم استفاده می‌شود. سلول‌شناسی همچنین می‌تواند برای بررسی اختلالات تخمدان، رحم، واژن و فرج استفاده شود.